# Jezersko (Slovénie)
Jezersko (en allemand : Seeland) est une commune du nord de la Slovénie située à la frontière avec l'Autriche. Elle appartient à la région historique de la Carinthie. L'économie locale est axée sur le tourisme (sport d'hiver), l'exploitation forestière et l'élevage de bétail.

## Géographie

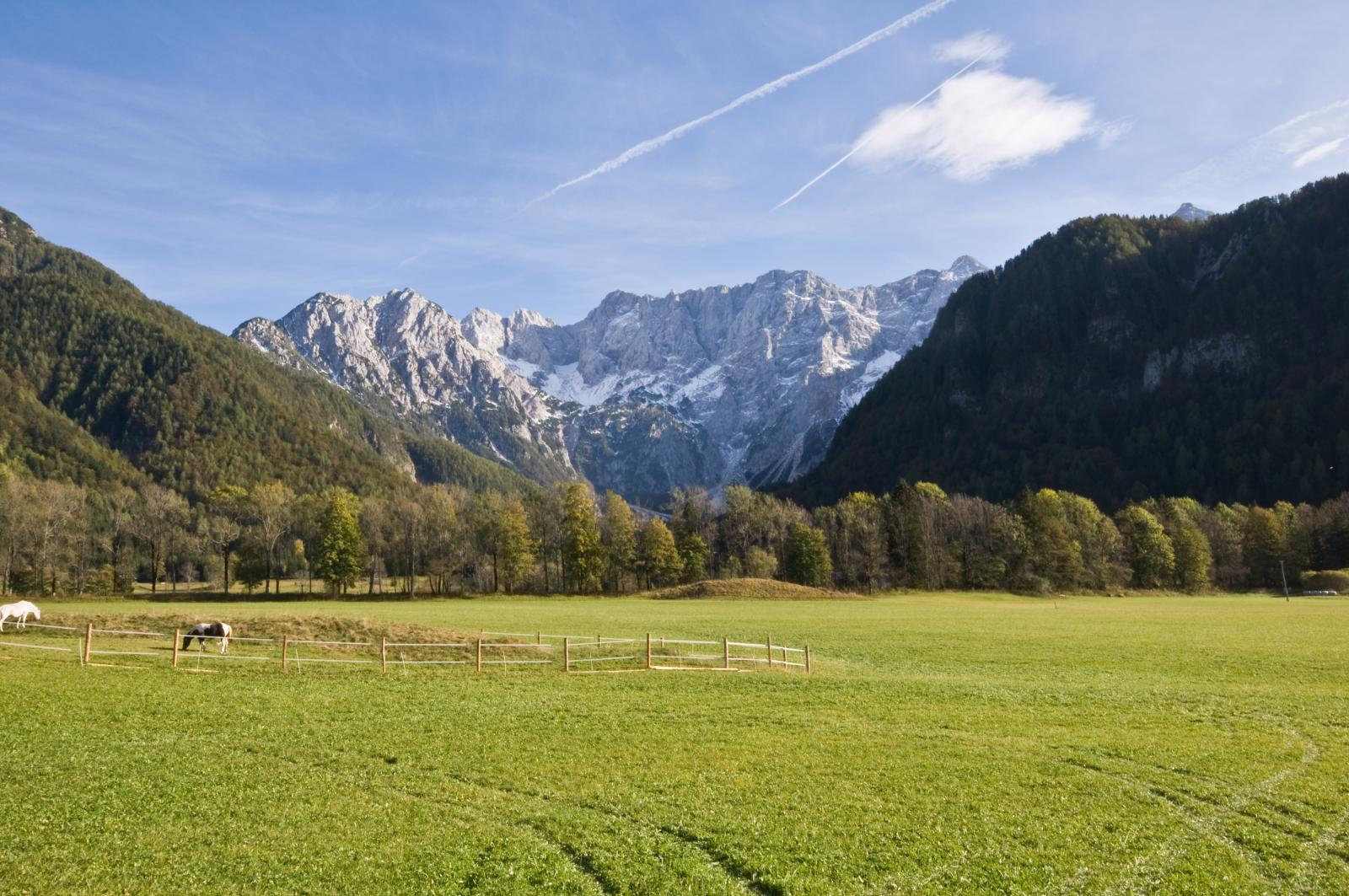
La cuvette de Jezersko

Située dans une cuvette entre les Alpes kamniques et les Karavanke, à une altitude de 900 mètres, la commune est localisée au nord-est de la ville de Kranj. Le territoire est relié à l'Autriche par le col du Jezerski vrh (Seebergsattel en allemand) qui se situe à 1 215 mètres. De par sa forte proximité, le village est le point de départ pour l'ascension du Grintovec, le deuxième plus haut sommet de Slovénie culminant à 2 558 m. La randonnée est une activité très présente sur le glacier du village, deux refuges alpins y ont donc été construits à la fin du XXe siècle : Ceska Koca (1 542 m) et Krajnska Koca (1 700 m).
Le nom de la commune tire son nom de la présence passée d'un lac glaciaire (Jezero en slovène et See en allemand) aujourd'hui disparu. Le lac actuel, présent sur le territoire de la commune (Planšarsko jezero), est un lac artificiel créé après la Seconde Guerre mondiale.

### Villages
Les villages qui composent la commune sont Spodnje Jezersko (« Bas Jesersko ») et Zgornje Jezersko (« Haut Jesersko »). Jezersko comporte 3 églises réparties entre le haut et le bas village.

## Histoire
Pendant des siècles, le territoire de la commune appartenait au duché de Carinthie. Après la dissolution de l'empire d'Autriche-Hongrie en 1919, Jezersko, avec la vallée de la Meža et la ville de Dravograd, échoit au royaume de Yougoslavie.

## Démographie
Entre 1999 et 2021, la démographie de la commune de Jezersko est restée faible, aux alentours de 700 habitants,.
Évolution démographique
| 1999 | 2000 | 2001 | 2002 | 2003 | 2004 | 2005 | 2006 | 2007 |
| ---- | ---- | ---- | ---- | ---- | ---- | ---- | ---- | ---- |
| 682  | 677  | 672  | 673  | 681  | 689  | 688  | 697  | 699  |
| 2008 | 2009 | 2010 | 2011 | 2012 | 2013 | 2014 | 2015 | 2016 |
| 696  | 664  | 666  | 664  | 640  | 634  | 652  | 645  | 624  |
| 2017 | 2018 | 2019 | 2020 | 2021 |      |      |      |      |
| 625  | 629  | 634  | 625  | 666  |      |      |      |      |